# Elena Fischli Dreher
Elena Fischli Dreher (Milano, 28 giugno 1913 – Zurigo, 24 dicembre 2005) è stata una partigiana italiana.
Nata nel 1913 in una famiglia valdese che risiedeva a Malnate, durante la seconda guerra mondiale, ha fatto parte della Resistenza come partigiana in Giustizia e Libertà. Dal 1943 partecipò alle azioni dei Gruppi di Difesa della Donna, nati a Milano lo stesso anno. Tra i suoi fatti di Resistenza conosciuti, è nota per avere scortato Ferruccio Parri attraverso un passo alpino dalla Svizzera e per avergli trovato rifugio a Milano in casa di amici suoi genovesi nell'aprile del 1945.
È stata la prima donna in Italia a ricoprire un incarico pubblico, come assessore all'Assistenza e Beneficenza a Milano, dopo la Liberazione.
Nel 1949, si trasferisce stabilmente in Svizzera. Era coniugata con l'architetto svizzero Hans Fischli.
Nel 2015, è stata iscritta al Famedio del Cimitero Monumentale di Milano, in quanto "donna che ha contribuito a rendere grande Milano".